# 클래스 (드라마)
클래스(Class)는 2016년 10월 22일부터 2016년 12월 3일까지 방영한 영국 BBC 드라마 닥터후의 외전작이다.

## 출연
- 그렉 오스틴 - 찰리
- 페디 엘사에드 - 램
- 소피 홉킨스 - 에이프릴
- 비비안 오파라 - 타냐
- 캐서린 켈리 - 퀼 선생
- 피터 카팔디 - 12대 닥터(1화만 출연)
- 나이젤 베츠 - 교장

## 같이 보기
- 닥터 후
- 사라 제인 어드벤처
- 토치우드